# Sunolepis
Sunolepis è un genere estinto di pesci ossei, appartenenti ai coccolepididi. Visse nel Giurassico superiore o nel Cretaceo inferiore e i suoi resti fossili sono stati ritrovati in Cina. L'unica specie nota è Sunolepis yumenensis.

## Descrizione
Al contrario della maggior parte dei suoi simili, questo pesce era di dimensioni considerevoli, e raggiungeva una lunghezza di circa 45 centimetri. Sunolepis possedeva un corpo slanciato e affusolato. Le ossa frontali erano lunghe estrette, e si incontravano in una linea relativamente dritta. La mascella era dotata di una barra sottile al di sotto dell'orbita e si estendevammolto oltre. La mandibola era piuttosto robusta. Era presente una doppia serie di denti aguzzi e taglienti, alternati a denti minuscoli. L'opercolo era più alto che lungo, posto obliquamente sul lato del cranio e più ampio nella sua porzione inferiore; il subopercolo era di dimensioni maggiori.
Le pinne dorsale, anale e ventrali erano sorrette da raggi molto meno numerosi rispetto ai lepidotrichi. I raggi erano lunghi e sottili, rappresentati da una singola ossificazione, l'assonosto, la cui estremità distale era connessa alla base dei lepidotrichi. La parte distale dei raggi era a Y. Le pinne erano grandi, ed erano presenti fulcri prima del lobo caudale superiore. Le pinne ventrali avevano una base estesa ed erano di forma triangolare. La pinna dorsale si originava dietro all'inserzione delle pinne ventrali. La pinna caudale era grande e fortemente eterocerca. Le scaglie erano cicloidi, sottili e profontamente embricate; lo strato di ganoina era molto sottile o ridotto, senza tubercoli ma con numerose striature superficiali.

## Classificazione
Sunolepis yumenensis venne descritto per la prima volta da Liu nel 1957, sulla base di resti fossili ritrovati nella zona di Yumen (provincia di Gansu) in Cina. I terreni in cui sono stati ritrovati i fossili sono stati attribuiti sia al Giurassico superiore che al Cretaceo inferiore, e attualmente la datazione è incerta.
Sunolepis è stato ascritto al gruppo dei coccolepididi, un gruppo di pesci condrostei forse affini agli storioni e ai pesci spatola. In particolare, Sunolepis è considerato affine al genere tipo Coccolepis ed è stato anche incluso in esso, ma alcune caratteristiche distintive (le maggiori dimensioni, la mandibola robusta dotata di due file di denti, l'opercolo più piccolo del subopercolo e la pinna dorsale arretrata) indicano che Sunolepis fosse a tutti gli effetti un genere a sé stante.

## Paleoecologia e paleogeografia
Sunolepis proviene da depositi dulciacquicoli; probabilmente questi pesci abitavano un lago contenente anche acqua salata, ed è possibile quindi che questi coccolepididi abbiano raggiunto questo ambiente seguendo una via marina.